# Радіообсерваторія Нансе
Радіообсерваторія Нансе (французька: Station de Radioastronomie de Nançay) – обсерваторія відкрита в 1956 році, є частиною Паризької обсерваторії, а також пов'язана з Орлеанським університетом. Розташована у департаменті Шер у регіоні Солонь у Франції. Станція складається з кількох приладів. Найбільш знаковим з них є великий дециметричний радіотелескоп, який є одним із найбільших радіотелескопів у світі. Давно відомі також радіогеліограф, Т-подібна решітка та дециметрична решітка, що працюють на довжинах хвиль між 3 м і 30 м.

## Історія
Радіоастрономія виникла після Другої світової війни, коли експерти та надлишкове обладнання стали доступними для цивільного використання. Вища нормальна школа отримала три 7,5 метрові Вюрцбурзьких радари, яку англійці захопили в німців під час війни. Спочатку вони були розгорнуті в дослідницькому центрі французького флоту в Маркусі.

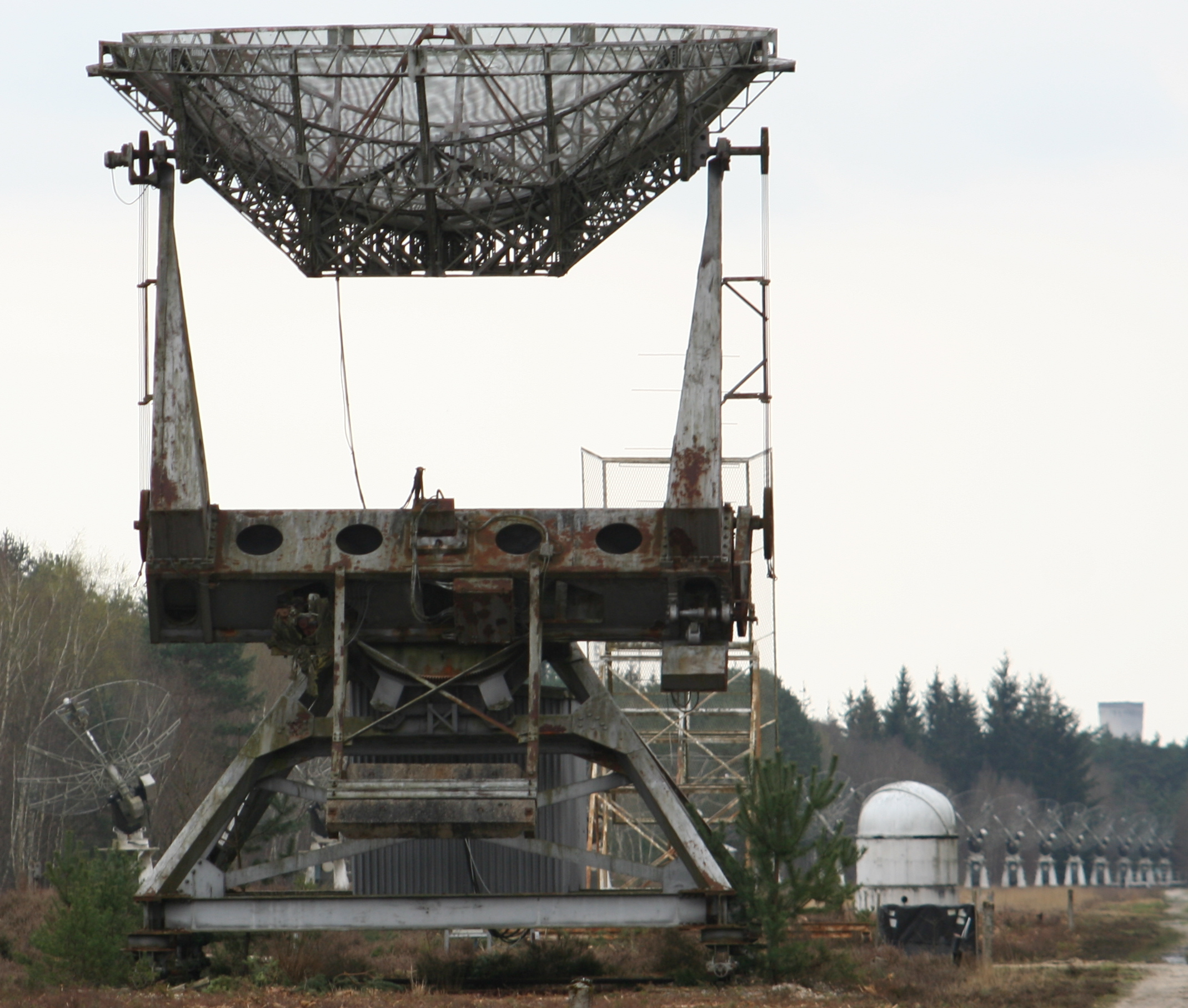
Одна з антен Вюрцбурзького гіганта в Нансе.

Було визнано, що для радіоастрономії потрібна велика, рівна та віддалена ділянка для розміщення антен, розташованих на відстані – км або значного розміру, а також щоб уникнути небажаних радіохвиль від людської техніки. А 150 га ділянка лісу поблизу Нансе стала доступною і була придбана в 1953 році. Спочатку встановлювали різні невеликі прилади – одиночні тарілки – інтерферометри. 6 було побудовано залізничні колії завширшки м, одна зі сходу на захід і одна з півночі на південь, які перенесуть екваторіально встановлені 40 тонні Вюрцбурзькі антени.
Попередник нинішнього геліографа мав 16 антен із 5 м діаметром рівномірно вздовж 1500 м завдовжки базової лінії схід-захід, тоді як вісім антен по 6 м в діаметрі були вирівняні з півночі на південь. Спостережена частота становила 169 МГц (1,77 м довжини хвилі).

## Великий радіотелескоп

Макет великого радіотелескопа.

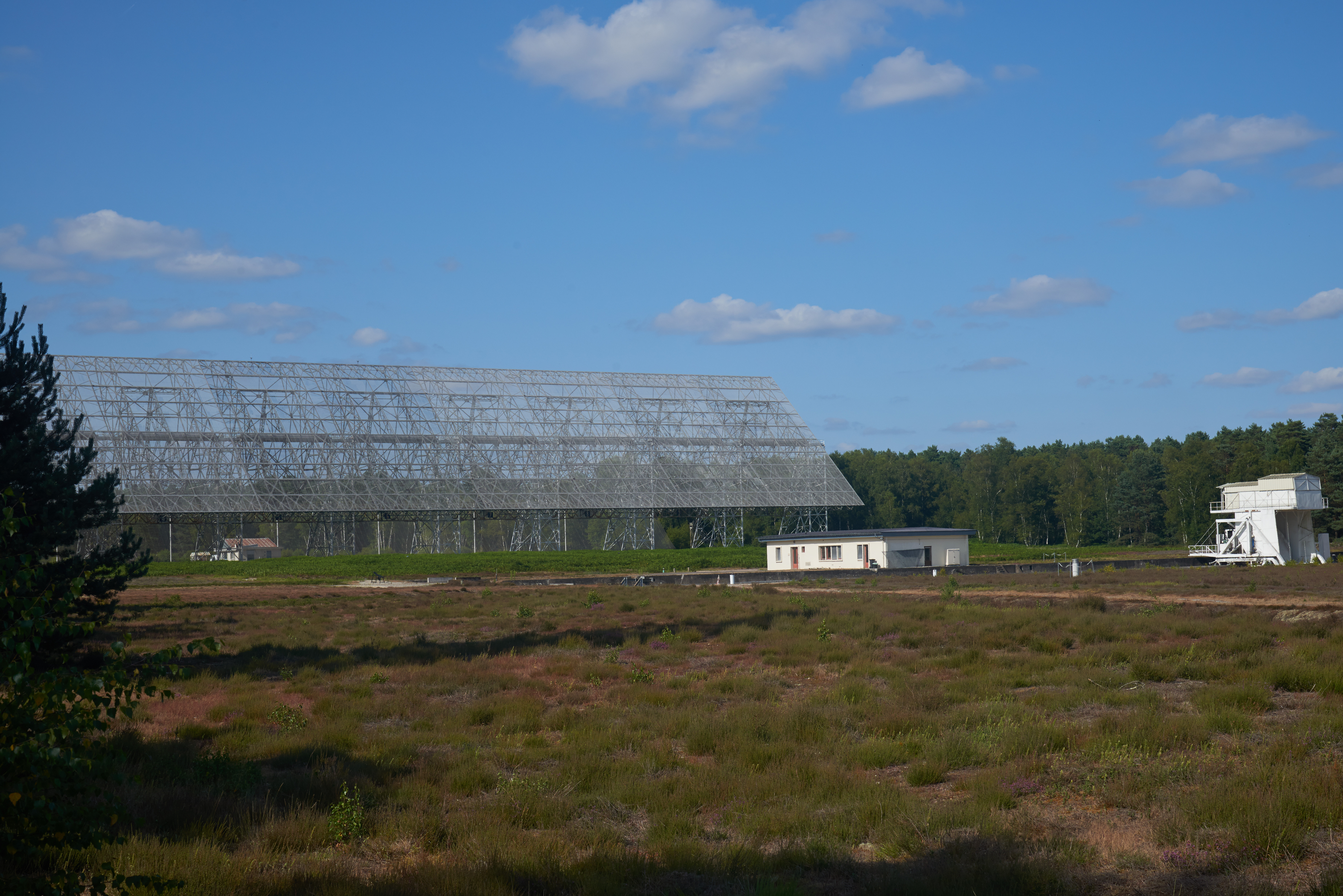
Основне дзеркало і фокусна кабіна.

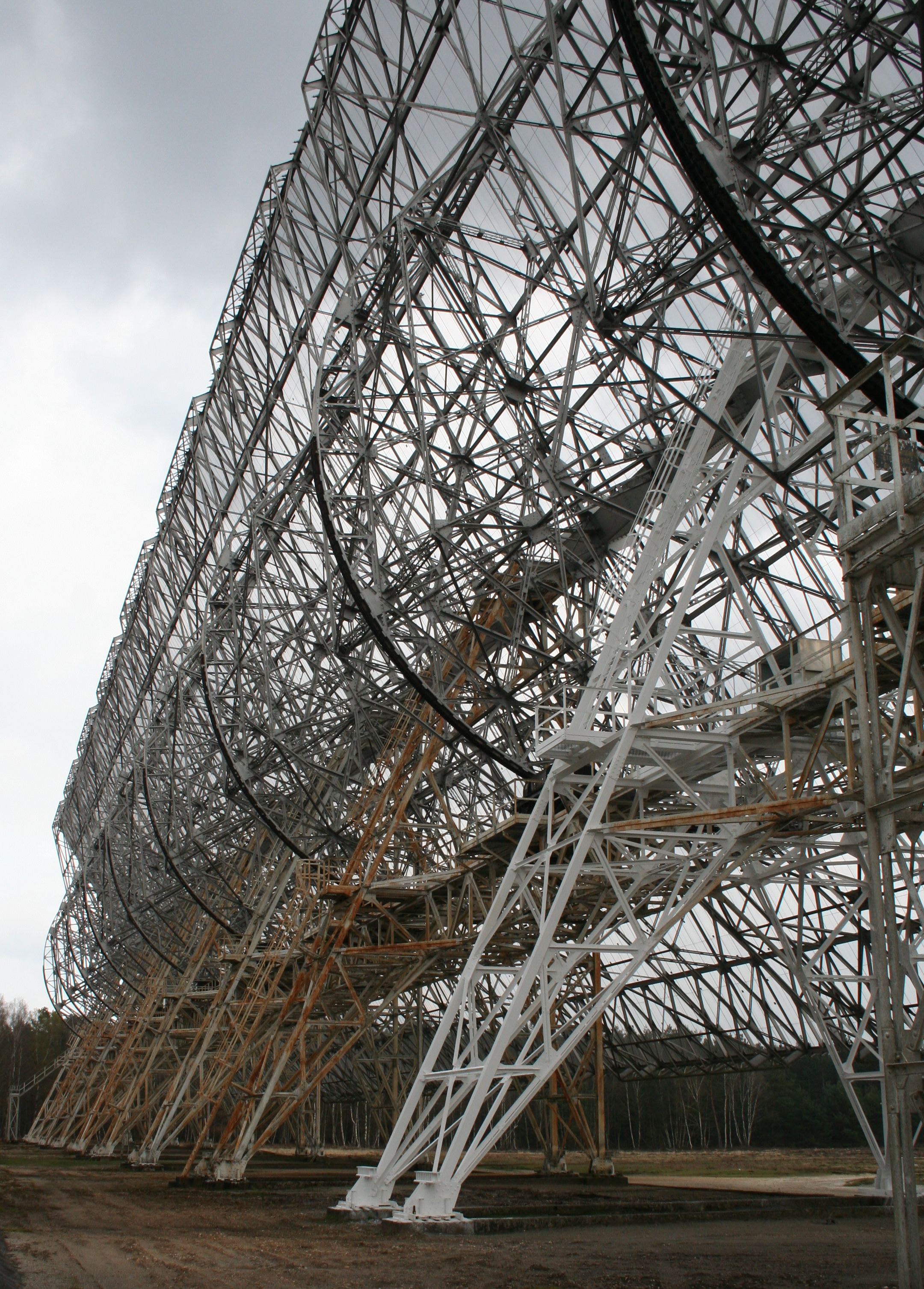
Задня частина поворотного основного дзеркала.

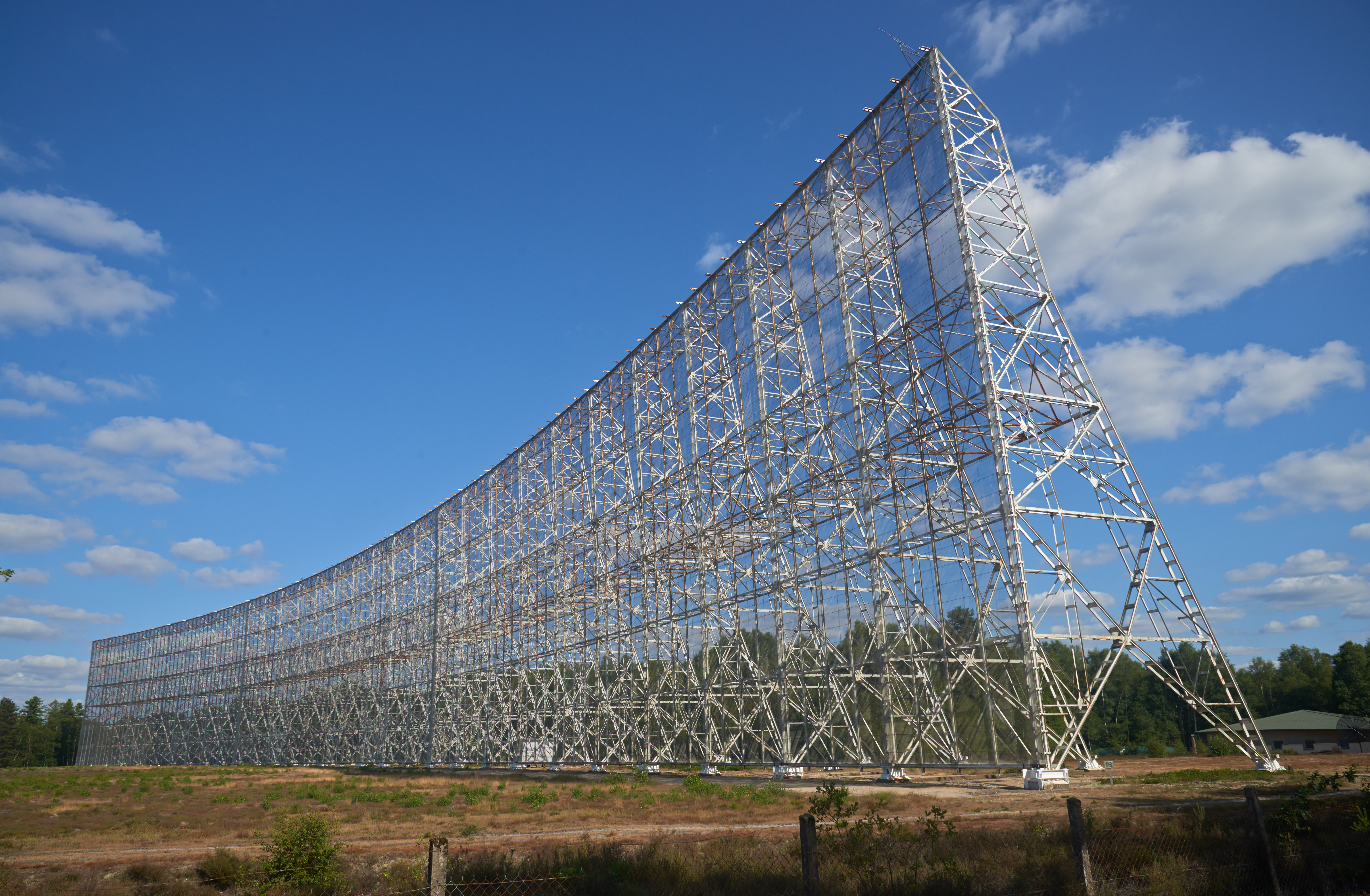
Сферичне вторинне дзеркало.

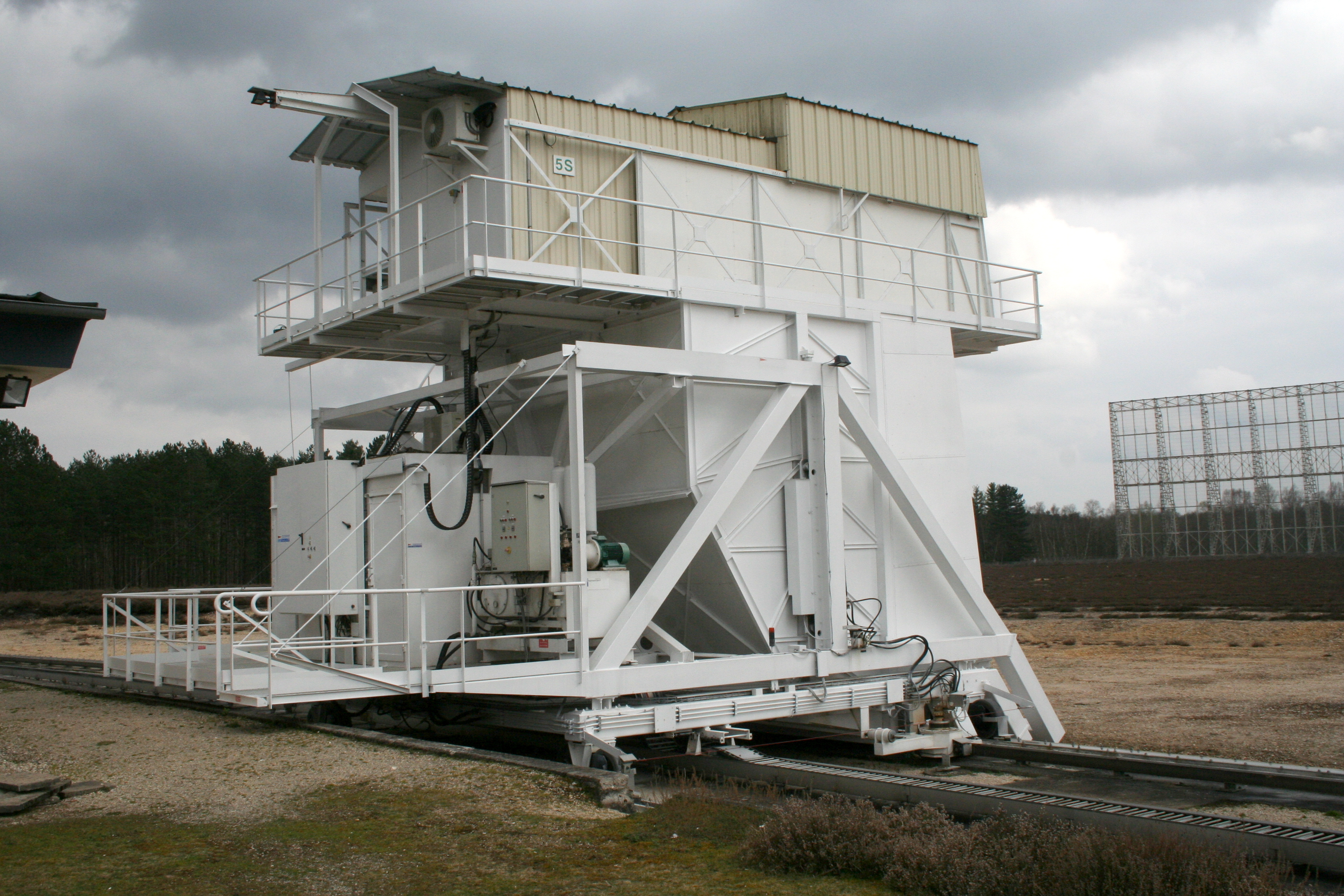
Пересувна фокусна кабіна.

Великий радіотелескоп (французькою мовою: le Grand Radiotélescope або ніжно le Grand Miroir) був побудований між 1960 і 1965 роками. Спочатку лише центральні 20% основного та додаткового дзеркал були зведені як доказ концепції. У 1964 році дзеркала були збільшені до свого поточного розміру, а в 1965 році телескоп був офіційно відкритий Шарлем де Голлем. Наукові спостереження почалися в 1967 році.
Великий радіотелескоп є транзитним телескопом типу Крауса. Головне дзеркало на північному кінці інсталяції є плоским дзеркалом розміром 200 м в ширину і 40 м у висоту. Його можна нахиляти для налаштування висоти спостережуваного об’єкта. Він складається з п'яти 20 сегменти завширшки по 40 м кожен t маса. Радіохвилі відбиваються горизонтально у вторинне дзеркало 460 м на південь. Форма вторинної частини є формою сегмента сфери 300 м завширшки і 35 м заввишки. Вторинна обмотка відбиває радіохвилі назад у свою точку фокусування 280 м на його північ і близько 60% відстані назад до основного. В упорі розташована кабіна з подальшими дзеркалами і ствольною коробкою. Під час спостереження кабіну переміщують із заходу на схід, щоб відстежувати спостережуваний об’єкт протягом приблизно години навколо його проходження через меридіан.
Первинне і вторинне дзеркала утворені металевою дротяною сіткою з отворами 12,5 мм. Відбиваючі поверхні мають точність до 4 мм, що дозволяє використовувати на довжинах хвиль понад 8 см. Таким чином, телескоп розрахований на дециметрові хвилі, включаючи 21 см спектральна лінія нейтрального атомарного водню (HI) і 18 см спектральна лінія радикала ОН.
Детектор радіохвиль охолоджується до 20 K, щоб зменшити шум від приймача і тим самим підвищити чутливість до небесного випромінювання.

## LOFAR і NenuFAR
LOFAR складається з приблизно 50 антенних решіток або «станцій» по всій Європі. Вони підключені високошвидкісним Інтернетом до комп’ютера в Нідерландах. Він оптимізований для 110 МГц до 250 МГц (2,7 м до 1,2 м), але все ще має скромну продуктивність на 30 МГц до 80 МГц (10 м до 3,7 м). 

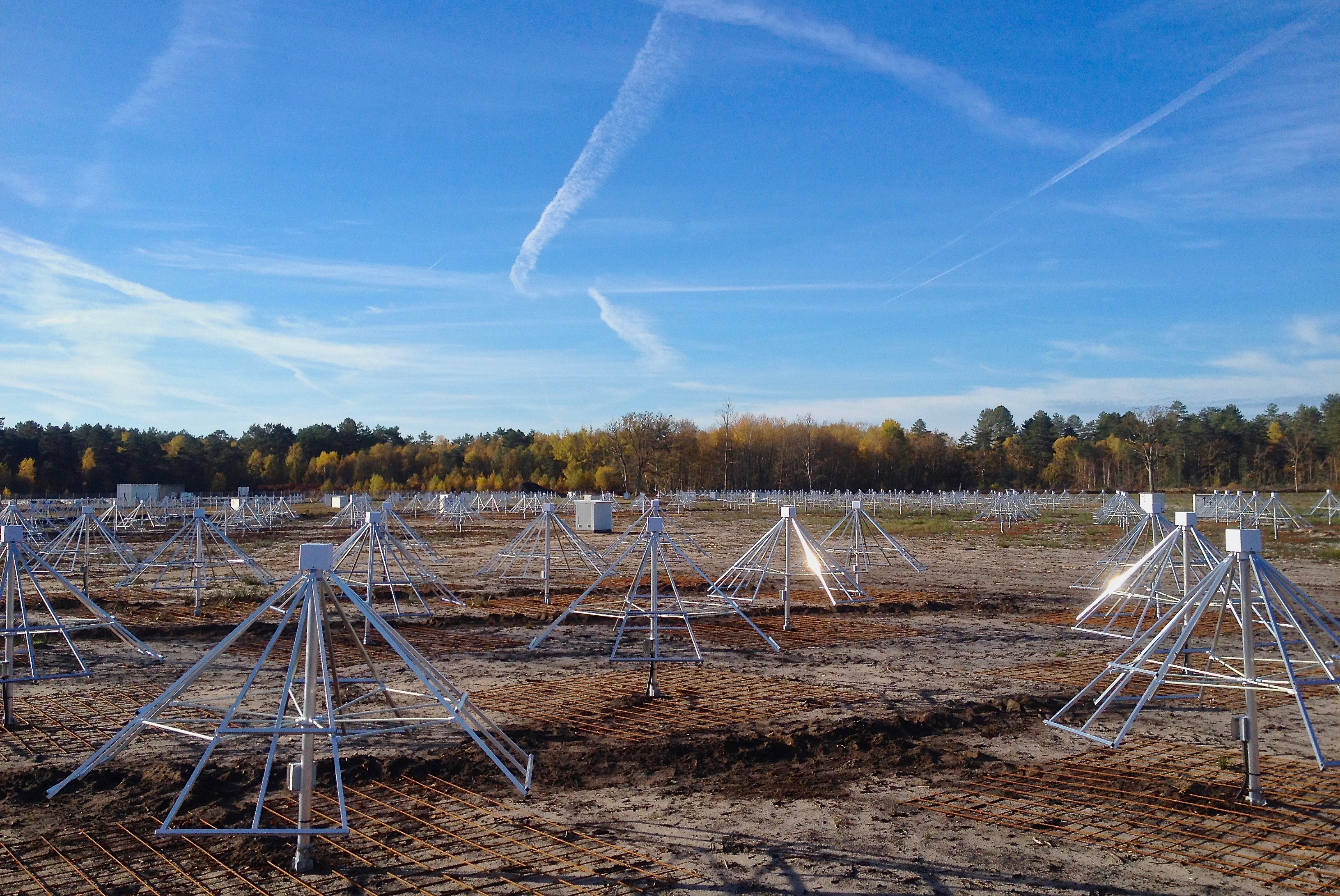
Антени ядра NenuFAR.

NenuFAR (New E extension in Nançay U pgrading LOFAR, англ. Нове оновлене розширення Нансе) — це дуже низькочастотна фазована антена, оптимізована для частотного діапазону від 10 МГц до 85 МГц (30 м до 4 м). Це найдовші радіохвилі, не блоковані іоносферою. Перші наукові роботи мають розпочатися у 2019 році. Основними науковими завданнями є:.
- виявлення та дослідження (магнітосфери) екзопланет на довжинах радіохвиль,
- виявлення епохи формування перших зірок і галактик близько 100 мільйонів років після Великого вибуху, коли нейтральний атомарний водень був повторно іонізований,
- дослідження пульсарів, включаючи спектроскопію, через Чумацький Шлях, на низьких частотах.

Після завершення буде 1938 антен. Більшість буде в ядрі з 400 м діаметром, але 114 антен будуть розподілені до 3 км відстані.
- радіотелескоп, який одночасно спостерігає кілька позицій,
- автономний радіоприймач, що створює радіозображення з роздільною здатністю 1° за секунди та 10' за години,
- «суперстанція» LOFAR, тобто велике розширення станції Nançay LOFAR, що дозволяє комбінувати NenuFAR і LOFAR для створення радіозображень із субсекундною роздільною здатністю.

## Дивись також
- Список астрономічних обсерваторій
- Список радіотелескопів